# Callicostella leptocladula
Callicostella leptocladula är en bladmossart som beskrevs av Brotherus 1907. Callicostella leptocladula ingår i släktet Callicostella och familjen Hookeriaceae. Inga underarter finns listade i Catalogue of Life.